# Абсорбция
Абсо́рбция (лат. absorptio от absorbere — поглощать) — поглощение сорбата всем объёмом сорбента. Является частным случаем сорбции.
В технике и химической технологии чаще всего встречается абсорбция (поглощение, растворение) газов жидкостями. Но известны и процессы абсорбции газов и жидкостей кристаллическими и аморфными телами (например, абсорбция водорода металлами, абсорбция низкомолекулярных жидкостей и газов цеолитами, абсорбция нефтепродуктов резинотехническими изделиями и т. п.).
Часто в процессе абсорбции происходит не только увеличение массы абсорбирующего материала, но и существенное увеличение его объёма (набухание), а также изменение его физических характеристик — вплоть до агрегатного состояния.
На практике абсорбция чаще всего применяется для разделения смесей, состоящих из веществ, имеющих различную способность к поглощению подходящими абсорбентами. При этом целевыми продуктами могут быть как абсорбировавшиеся, так и не абсорбировавшиеся компоненты смесей.
Обычно в случае физической абсорбции абсорбировавшиеся вещества могут быть вновь извлечены из абсорбента посредством его нагревания, разбавления неабсорбирущей жидкостью или иными подходящими способами. Регенерация химически абсорбированных веществ также иногда возможна. Она может быть основана на химическом или термическом разложении продуктов химической абсорбции с высвобождением всех или некоторых из абсорбированных веществ. Но во многих случаях регенерация химически абсорбированных веществ и химических абсорбентов бывает невозможной или технологически/экономически нецелесообразной.
Явления абсорбции широко распространены не только в промышленности, но и в природе (пример — набухание семян), а также в быту. При этом они могут приносить как пользу, так и вред (например, физическая абсорбция атмосферной влаги приводит к набуханию и последующему расслоению деревянных изделий, химическая абсорбция кислорода резиной — к потере ею эластичности и растрескиванию).
Следует отличать абсорбцию (поглощение в объёме) от адсорбции (поглощения в поверхностном слое). Из-за схожести написания и произношения, а также близости обозначаемых понятий, эти термины часто путают.

## Виды абсорбции
Различают физическую абсорбцию и хемосорбцию. При физической абсорбции процесс поглощения не сопровождается химической реакцией. При хемосорбции абсорбируемый компонент вступает в химическую реакцию с веществом абсорбента.

## Абсорбция газов
Согласно закону Генри растворимость газа в жидкости пропорциональна давлению, под которым газ находится, но при условии, что газ при растворении не образует новых соединений и молекулы его не полимеризуются.
Всякое плотное тело сгущает довольно значительно прилегающие непосредственно к его поверхности частицы окружающего его газообразного вещества. Если такое тело пористо, как, например, древесный уголь или губчатая платина, то это уплотнение газов имеет место и по всей внутренней поверхности его пор, а тем самым, следовательно, и в гораздо более высокой степени. Вот наглядный пример этого: если взять кусок свежепрокалённого древесного угля, бросить его в бутылку, содержащую углекислый или другой газ, и закрыв её сейчас же пальцем, опустить отверстием вниз в ртутную ванну, то мы вскоре увидим, что ртуть поднимается и входит в бутылку; это прямо доказывает, что уголь поглотил углекислоту или иначе наступило уплотнение, абсорбция газа.
При всяком уплотнении выделяется тепло; поэтому, если уголь растереть в порошок, что, например, практикуется при фабрикации пороха, и оставить лежать в куче, то от происходящего здесь поглощения воздуха масса так нагревается, что может произойти самовоспламенение. На этом именно согревании, зависящем от абсорбции, основано устройство платиновой горелки Дёберейнера. Находящийся там кусок губчатой платины уплотняет так сильно кислород воздуха и направленную на него струю водорода, что сам постепенно начинает накаливаться и, наконец, воспламеняет водород. Вещества, которые абсорбируют — поглощают из воздуха водяной пар, сгущают его тоже в себе, образуя воду, и от этого становятся влажными, как, например, нечистая поваренная соль, поташ, хлористый кальций и т. п. Такие тела зовутся гигроскопическими.
Абсорбция газов пористыми телами была впервые замечена и изучена почти одновременно Фонтаном и Шееле в 1777 году, а затем подвергалось исследованию многими физиками, а особенно Соссюра в 1813 году. Последний, как на самых жадных поглотителей, указывает на буковый уголь и пемзу (морская пенка). Один объём такого угля при атмосферном давлении в 724 мм поглотил 90 объёмов аммиака, 85 — хлористого водорода, 25 — углекислоты, 9,42 — кислорода; пемза при таком же сравнении оказала немного менее поглотительной способности, но во всяком случае это тоже один из лучших абсорбентов.
Чем легче газ сгущается в жидкость, тем сильнее он поглощается. При малом наружном давлении и при нагревании — уменьшается количество поглощаемого газа. Чем мельче поры поглотителя, то есть чем он плотнее, тем большею, в общем, он обладает поглотительной способностью; слишком однако же мелкие поры, как например графита, не благоприятствуют абсорбции. Органический уголь поглощает не только газы, но и мелкие твёрдые и жидкие тела, а потому и употребляется для обесцвечивания сахара, очистки алкоголя и т. д. Вследствие абсорбции всякое плотное тело окружено слоем уплотнённых паров и газов. Эта причина, по Вайделю, может служить для объяснения открытого Мозером в 1842 году любопытного явления так называемых потовых картин, то есть получаемых при дыхании на стекло. А именно, если приложить клише или какой-нибудь рельефный рисунок к полированной стеклянной плоскости, затем, отняв её, подышать на это место, то на стекле получается довольно точный снимок рисунка. Это происходит от того, что при лежании на стекле клише газы близ поверхности стекла распределились неравномерно, в зависимости от нанесённого на клише рельефного рисунка, а потому и водяные пары, при дыхании на это место, распределяются тоже в таком порядке, а охладившись и осев, и воспроизводят данный рисунок. Но если нагреть предварительно стекло или клише, и рассеять таким образом уплотнённый близ них слой газов, то уже таких потовых рисунков получить нельзя.
По закону Дальтона из смеси газов каждый газ растворяется в жидкости пропорционально своему парциальному давлению, вне зависимости от присутствия остальных газов. Степень растворения газов в жидкости определяется коэффициентом, показывающим, сколько объёмов газа поглощается в одном объёме жидкости при температуре газа 0° и давлении в 760 мм. Коэффициенты абсорбции для газов и воды вычисляются по формуле α = А + Вt + Ct², где α — искомый коэффициент, t — температура газа, А, В и С — постоянные коэффициенты, определяемые для каждого отдельного газа. По исследованиям Бунзена коэффициенты важнейших газов имеют такие значения: 
| Газы | А         | В             | С            | Действительны при t° |
| ---- | --------- | ------------- | ------------ | -------------------- |
| Сl   | +3,0361   | -0,046196     | +0,0001107   | от 0° до 40°         |
| СО2  | +1,7967   | -0,07761      | +0,0016424   | от 0° до 20°         |
| О    | +0,4115   | -0,00108986   | +0,000022563 | от 0° до 20°         |
| H2S  | +4,3706   | -0,083687     | +0,0005213   | от 0° до 40°         |
| N    | +0,020346 | -0,0000538873 | +0,000011156 | от 0° до 20°         |
| H    | +0,0193   | -             | -            | от 0° до 20°         |

Кроме твёрдых тел поглощать могут и жидкости, особенно если их смешать вместе в каком-нибудь сосуде. Один объём воды может при 15 °C и 744 мм давления растворить в себе, абсорбировать 1/50 объёма атмосферного воздуха, 1 объём углекислоты, 43 объёма сернистого газа и 727 объёмов аммиака. Объём газа, который при 0 °C и 760 мм барометрического давления поглощается единицею объёма жидкости, называется коэффициентом поглощения газа для этой жидкости. Коэффициент этот для различных газов и различных жидкостей — различен. Чем выше наружное давление и ниже температура, тем больше растворяется в жидкости газа, тем больше коэффициент поглощения. Твёрдые и жидкие тела абсорбируют в данное время различные количества газов, а потому и можно вычислить количества поглощаемого газа для каждой отдельной жидкости. Изучение абсорбции газов жидкостями начато было Анри (1803) и затем продолжено Соссюром (1813) и В. Бунзеном («Gasometrische Methoden», Брауншвейг, 1857, 2-е изд., 1877). Причина абсорбции состоит во взаимном притяжении молекул тел абсорбирующего и абсорбируемого.

## Комментарии
1. ↑  Примером абсорбции может служить поглощение водорода платиной и палладием. При обычной температуре 1 объёмная часть палладия может растворить более 700 объёмных частей водорода[1].